# 信蚌片
信蚌片是中原官話的東南分支，屬於淮南地区河南話。母語使用者位於黃淮平原東南方的皖北和豫东南地區。
信蚌片分布於河南省東南的信陽市全境，南陽轄下的桐柏縣；安徽省蚌埠市全境，六安轄下金寨縣、霍邱縣，阜陽轄下潁上縣，淮南轄下壽縣、鳳台縣，滁州轄下鳳陽縣，宿州轄下泗縣。共21個縣市。
信蚌片又分為三個小片：
1. 淮霍小片：河南信陽及桐柏縣，安徽壽縣（不含瓦東）、鳳台縣、潁上縣、霍邱縣、金寨縣等。
2. 蚌懷小片：蚌埠市。
3. 五鳳小片：五河縣（澮河以北，不含縣城）、鳳陽縣、泗縣等。